# Меши
Меши (чечен. Мешиех) — покинутый аул в Галанчожском районе Чеченской Республики. Входит в Мелхистинское сельское поселение.

## География
Аул расположен на стыке Чечни, Грузии и Ингушетии, на правом берегу реки Мешехи, к юго-западу от районного центра Галанчож.
Ближайшие населённые пункты: на севере — сёла Нижний Кий и Верхний Кий, на юго-востоке — аул Терти.

## История
После окончания Кавказской войны 1870-х годах южная часть Чечни была включена в состав Тионетского округа, после революции эти территории вернули в Чеченский АО.
Аул Меши был ликвидирован в 1944 году во время депортации чеченцев. После восстановления Чечено-Ингушской АССР чеченцам было запрещено возвращаться в свои исконные районы: Галанчожский, Шатойский и Итум-Калинский.
В Меши располагаются два башенных комплекса.